# Johan Hufnagel
Pour les articles homonymes, voir Hufnagel.
Ne doit pas être confondu avec Johann Siegfried Hufnagel.
Johan Hufnagel est un journaliste français né en 1968. 

## Biographie
Ancien rédacteur en chef et cofondateur de la version française et africaine du magazine en ligne Slate, il a fait des études d'histoire-géographie avant de se porter sur le journalisme, métier pour lequel il n'a pas suivi d'école. Il a collaboré aux versions en ligne de Libération (rédacteur en chef du site web) et de 20 minutes. Son départ de 20 minutes avait entraîné une grève des journalistes du site.
En juillet 2014, Johan Hufnagel est nommé « numéro un bis » à la tête de la rédaction de Libération en compagnie de Laurent Joffrin. Spécialiste du web et des nouvelles technologies de l'information et de la communication, il dirige l'ensemble des éditions du journal,. Au sein du quotidien composé presque uniquement de journalistes « blancs », il développe une politique de « discrimination positive », affirmant : « Je préfère, à compétence équivalente, prendre un Noir ou une Arabe ». Ce discours ne sera plus porté par la nouvelle direction.
Son départ du journal est annoncé en octobre 2017. Il rejoint un projet de nouvelle offre vidéo en ligne, Loopsider.
Il est le frère de Charles Hufnagel, conseiller en communication français.